# Buick Invicta
Buick Invicta — повнорозмірний автомобіль, що випускався компанією Buick з 1959 по 1963 рік. Buick Invicta був продовженням середньорозмірного Buick Century, поєднуючи кузов стандартного розміру, як у Buick LeSabre, із більшим двигуном Buick Fireball V8 об’ємом 401 кубічний дюйм. Invicta мав чотири кузови - 2-дверний хардтоп, 4-дверний хардтоп, кабріолет і універсал, позначений як Buick Invicta Estate. У 1963 році купе та седан Invicta замінив Buick Wildcat, а у 1965 році універсал Invicta Estate було замінено на Buick Sport Wagon. 
Назва моделі походить з латинської мови та означає «непереможний», згідно з журналами відділу продажів Buick Motor Division.

## Перше покоління (1959-1960)
Серія Invicta була представлена як повна лінійка кузовів для 1959-го модельного року. Продажі Invicta ніколи не наближалися до продажів моделей початкового рівня LeSabre або топових моделей Electra, але відповідали традиційним показникам продажів спортивних моделей Buick середньої цінової категорії (1954-1958 Century і 1963-1970 Wildcat).
Починаючи з 1960 року, пропонувався пакет оздоблення Invicta Custom, який включав ковшеподібні сидіння та «консоль» у 2-дверному хардтопі, кабріолеті та універсалі, а також шкіряне сидіння з центральним підлокітником у деяких 4-дверних хардтопах.

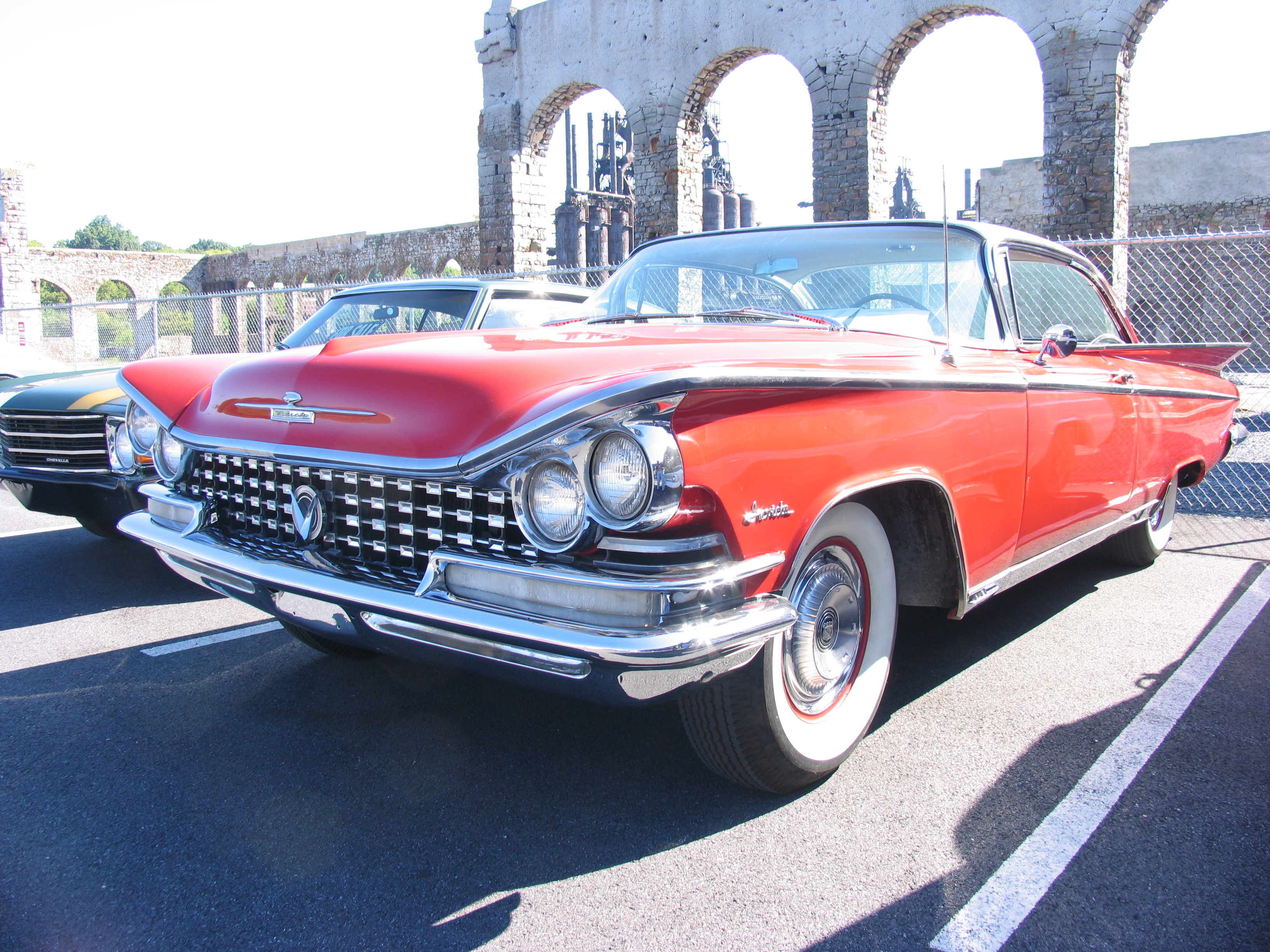
2-дверний хардтоп Buick Invicta 1959 року
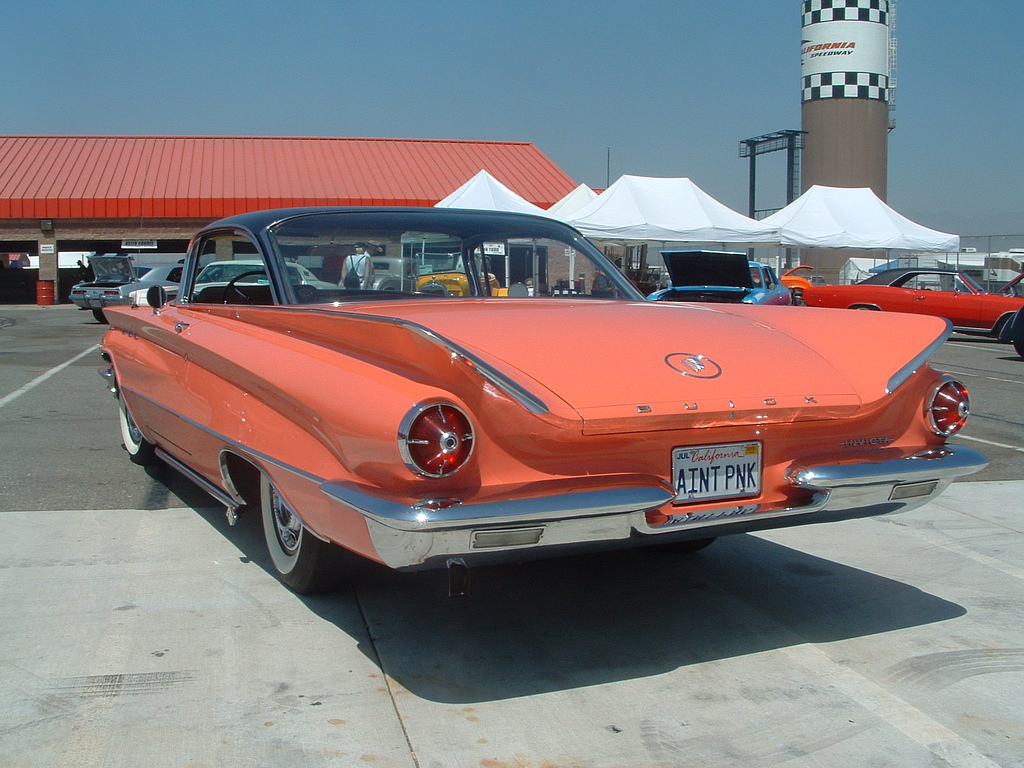
Вид ззаду 2-дверного Buick Invicta 1960 року, на якому показано його фірмові дельтаподібні ребра
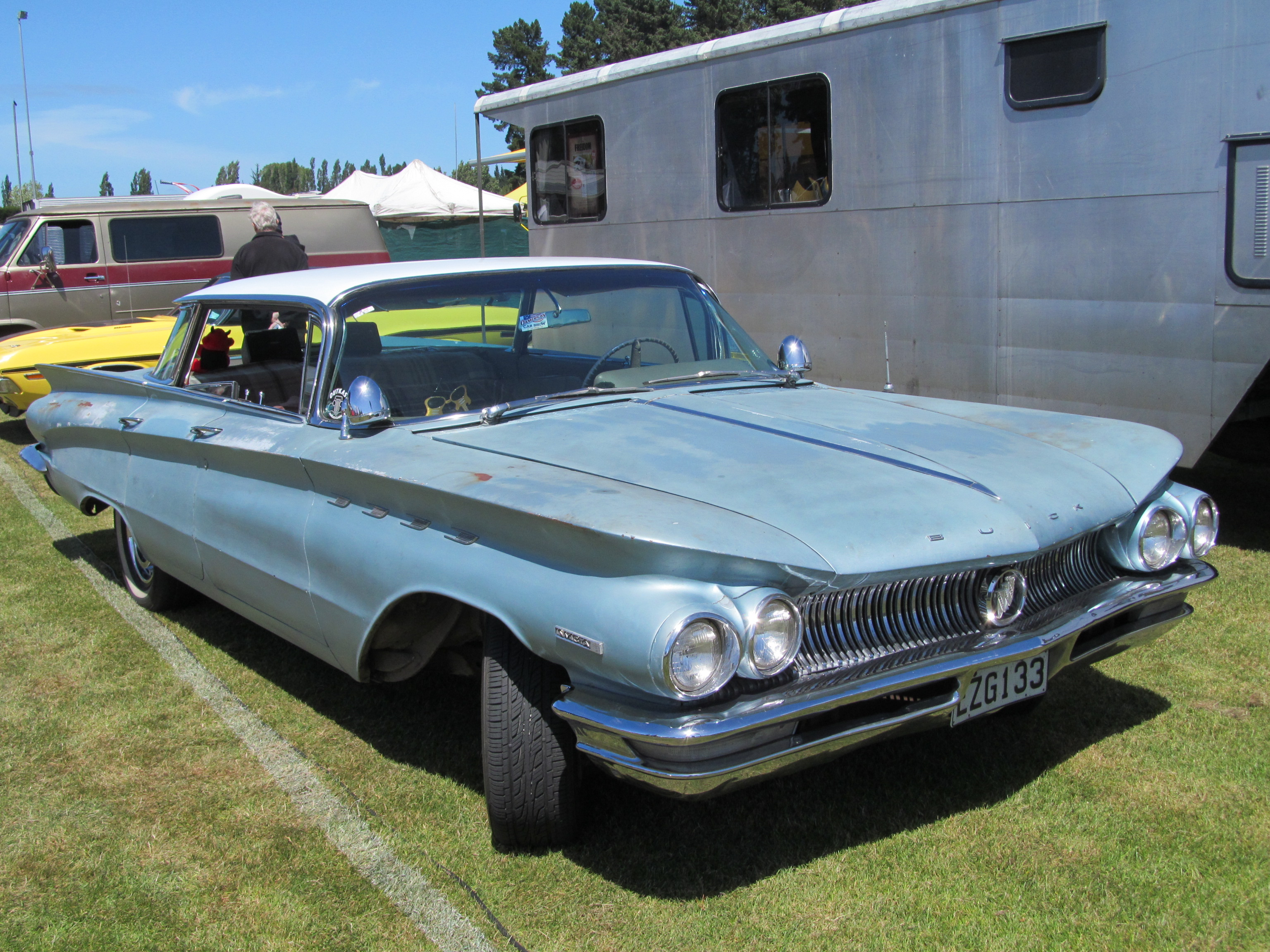
4-дверний хардтоп Buick Invicta 1960 року
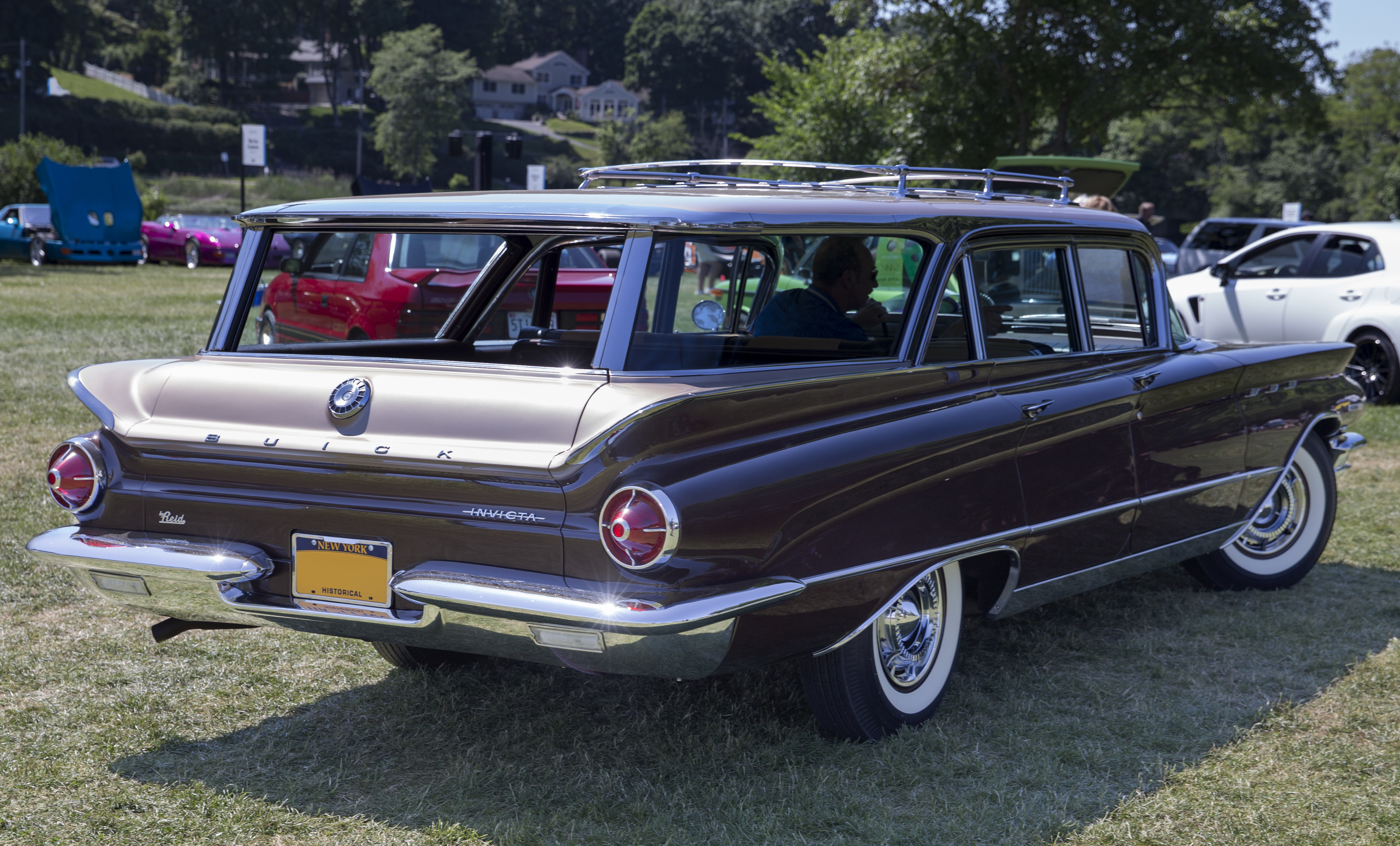
Buick Invicta Custom Estate Wagon 1960 року

## Друге покоління (1960-1963)
Invicta отримала кілька оновлень для моделі 1961 року. Це був останній рік, коли ставився двигун Buick V8 об’ємом 364 кубічних дюйма. Універсал Invicta Estate почали виробляти лише у 1962 році.
У 1962 році в серії Invicta дебютував дводверний хардтоп Wildcat. Wildcat мав більшу частину внутрішньої обробки Invicta Custom, яка включала стандартні ковшеподібні сидіння та оновлені дверні панелі. Однак замість короткої консолі Invicta Custom у Wildcat була довга консоль з тахометром і важелем перемикання передач. Інші особливості Wildcat включали в себе спеціальні значки та зовнішнє оздоблення, а також вініловий дах і задні ліхтарі, схожі на Electra 225, а не на LeSabre/Invicta. Завдяки цим особливостям Wildcat добре відповідав переходу до спортивно-орієнтованих моделей.
У 1963 році Wildcat замінив чотиридверний, дводверний хардтопи  та кабріолет Invicta. Єдиною моделлю Invicta залишився універсал. Лише 3495 універсалів Invicta Estate було виготовлено на 1963 рік, після чого модель Invicta була знята з виробництва.

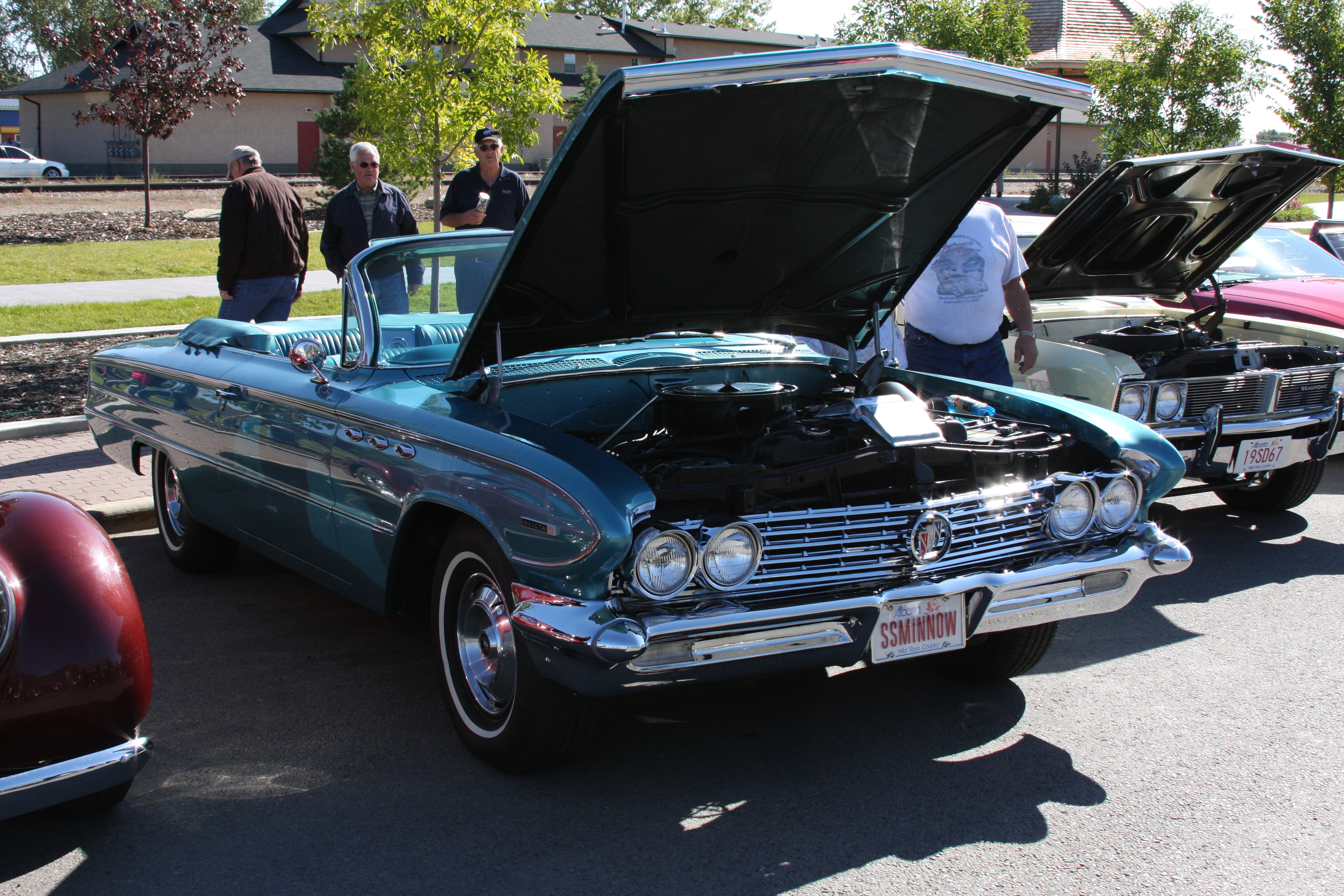
Кабріолет Buick Invicta convertible 1961 року
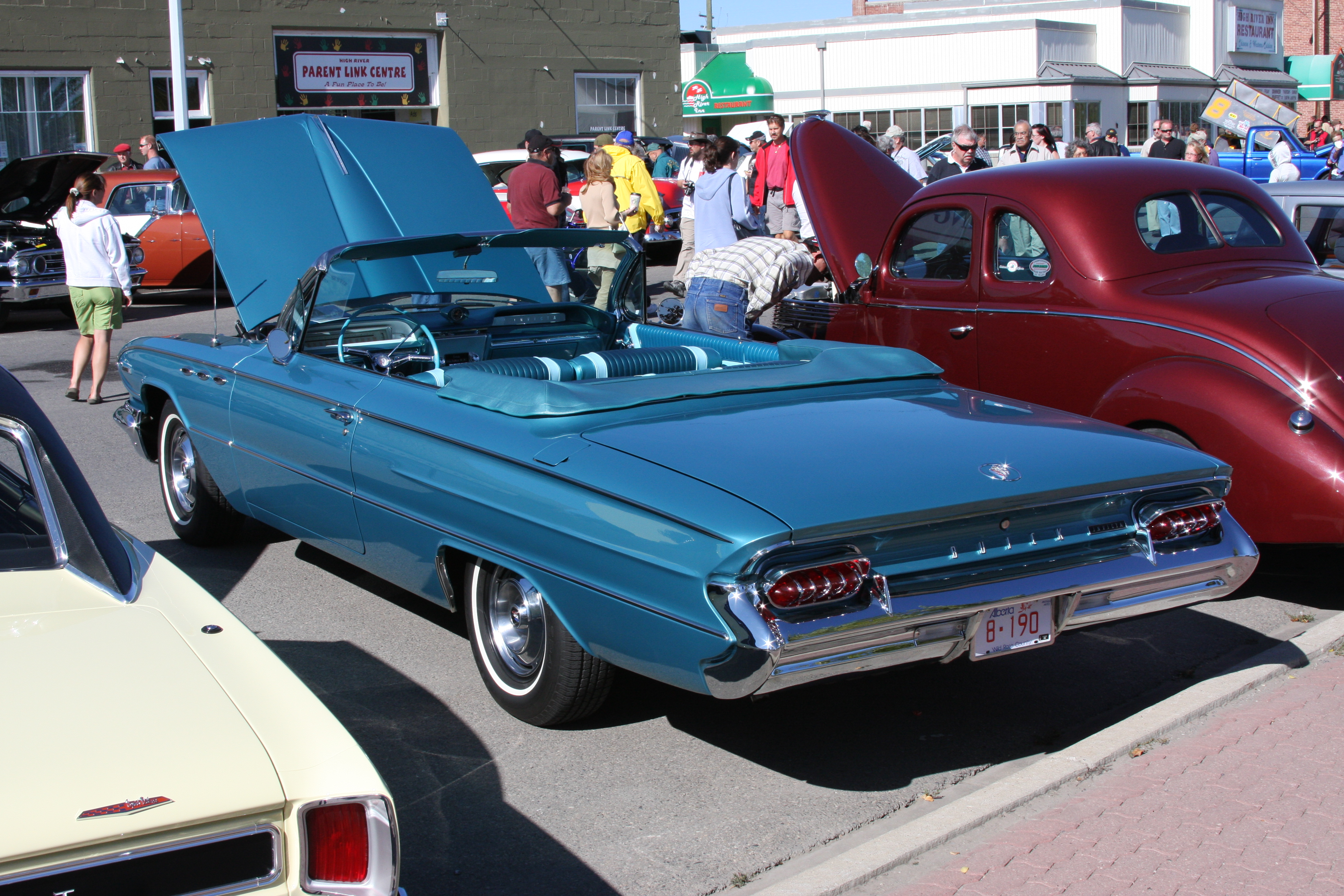
Buick Invicta convertible 1961 року, вид ззаду
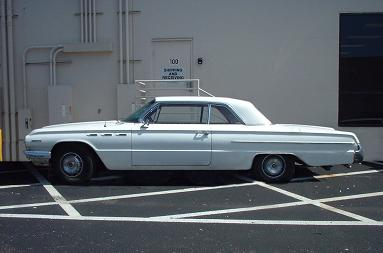
2-дверний хардтоп Buick Invicta 1962 року
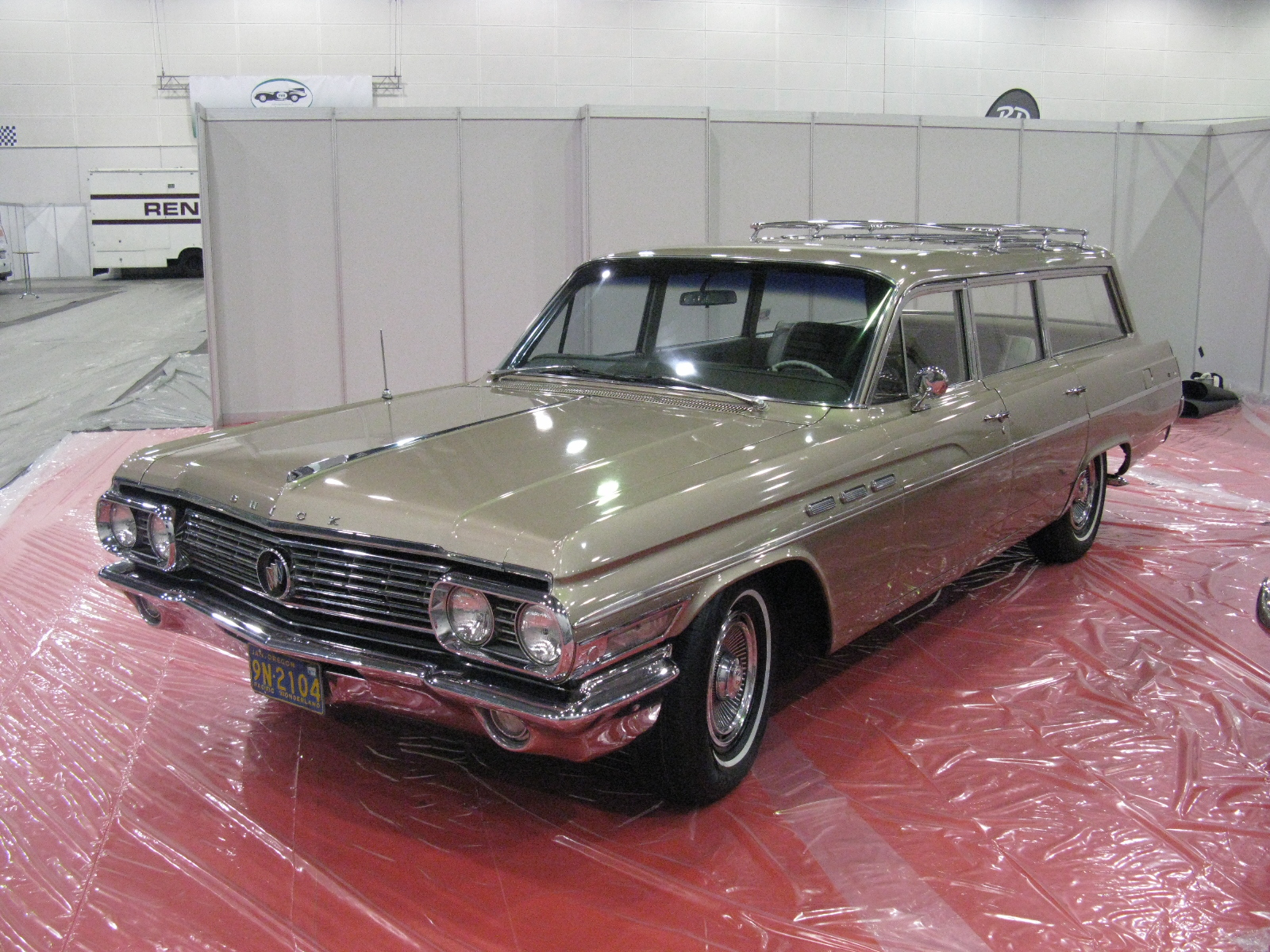
Універсал Buick Invicta Estate 1963 року

## Концепт-кар Buick Invicta (2008)
Модель Invicta була повторно зареєстрована Buick у 2004 році, концепт-кар під такою назвою був представлений на Пекінському автосалоні 19 квітня 2008 року. Автомобіль був розроблений у співпраці між Технічним центром General Motors у Воррені, штат Мічиган, і Паназійським технічним автомобільним центром у Шанхаї, Китай. Дизайнерами, відповідальними за зовнішній дизайн, були Джастін Томпсон і Річард Дафф.
Концепт був оснащений 2,0-літровим турбованим двигуном із прямим упорскуванням потужністю 250 кінських сил (186 кВт) і 220 фунт-фут (298 Н⋅м) у поєднанні з 6-ступінчастою автоматичною коробкою передач, передньою та незалежною задньою підвісками типу Макферсон, антиблокувальними дисковими гальмами на чотирьох колесах, полірованими алюмінієвими колесами 20 x 8,5 дюймів з шинами 245/40R20. 
Дизайн цього автомобіля пізніше був використаний при створенні другого покоління Buick LaCrosse.